# Constance Pascal
Constance Pascal, francoska psihiatrinja romunskih korenin, 22. avgust 1877, Pitești, Wallachia, Romunija, † 21. december 1937, Neuilly-sur-Marne, Francija) 
Constance Pascal je bila rojena v Romuniji, in delovala v Franciji kot psihiatrinja. Postala je prva ženska psihiatrinja ter prva ženska glavna zdravnica psihiatrične bolnišnice v Franciji. Znana je predvsem po svojem raziskovanju demence praecox, pri čemer je preučevala tako družbene kot biološke dejavnike, ki prispevajo k duševni bolezni. Pascalova je ustanovila enega prvih ‘medicinsko-pedagoških‘ inštitutov v Franciji. Njena knjiga Chagrins d'amour et psychoses (1935) je odražala njena široka kulturna zanimanja.

## Zgodnje življenje in izobrazba
Constance Pascal se je rodila 22. avgusta 1877 v Piteștiju, majhnem mestu blizu Bukarešte. Šolanje je začela v Romuniji, nato pa se je preselila v Francijo, da bi študirala medicino. Diplomirala je na Univerzi v Parizu, eni redkih univerz, ki so konec 19. stoletja sprejemale študentke, tudi tiste iz tujine. Njena teza z naslovom Formes atypiques de la paralysie générale: prédominance régionales des lésions dans les méningoencéphalites diffuses (Atipične oblike splošne paralize: prevladujoče regionalne poškodbe pri difuznih meningoencefalitisih) je bila objavljena leta 1905 in bila označena kot »ženski in feministični uspeh.«
Leta 1903 je Pascalova izkoristila javno kampanjo, ki jo je vodila njena kolegica Madeleine Pelletier s podporo feminističnega časopisa La Fronde. Kampanja je zagovarjala, da bi morale imeti ženske enake možnosti za vse medicinske specializacije, kar je bilo ključnega pomena za prijavo na specializacijo iz psihiatrije.

## Psihiatrična kariera
Ko je Jean-Martin Charcot (1825–1893) postal vodja bolnišnice Pitié-Salpêtrière v Parizu, je bolnišnica postala slavna kot nevropsihiatrični učni center. Njen pomen je bil upodobljen tudi na sliki Andréja Brouilleta iz leta 1887 - Klinična lekcija v Salpêtrièru (francosko: Une leçon clinique à la Salpêtrière). V začetku 20. stoletja, ko se je Constance Pascal začela ukvarjati s psihiatrično medicino, so morali francoski zdravniki, ki so se želeli specializirati v nevrologiji ali psihiatriji, opravljati pripravništvo v bolnišnici Pitié-Salpêtrière.
Po končanem pripravništvu v Salpêtrièru je postala psihiatrinja in glavna zdravnica v Charenton-le-Pontu. Nato je leta 1920 prevzela položaj vodje zdravnikov v Prémontréju in leta 1922 v Châlons-sur-Marne. Leta 1925 je bila imenovana za  direktorico zdravstvene službe v bolnišničnem centru Roger-Prévot v Moissellesu. Tam je skupaj z Jeanom Davesnom napisala delo Zdravljenje duševnih bolezni s šoki. Leta 1927 je Pascalova postala glavna zdravnica v Maison Blanche blizu Pariza. Leta 1935 je objavila knjigo Chagrins d'amour et psychoses, ki se osredotoča na psihoze, ki jih povzročajo čustvene travme. Constance Pascal je ostala v Maison Blanche do svoje smrti leta 1937.

## Osebno življenje
Med prvo svetovno vojno je Constance Pascal po razmerju z generalom Justinom Manginom leta 1916 rodila hčerko Jeanne. Imena staršev v rojstnem listu niso navedena, Jeanne pa je bila vpisana kot hči neznanega očeta in matere. Leta 1924 je Pascalova Jeanne posvojila, vendar ji resnica o njenem rojstvu ni bila razkrita do odraslosti.
Constance Pascal je umrla v Neuilly-sur-Marne 21. decembra 1937 zaradi raka dojke po dolgitrajni bolezni.